# 寒地走灯藓
寒地走灯藓（学名：Plagiomnium affine），又名近缘走灯藓，为提灯藓科走灯藓属下的一个种。

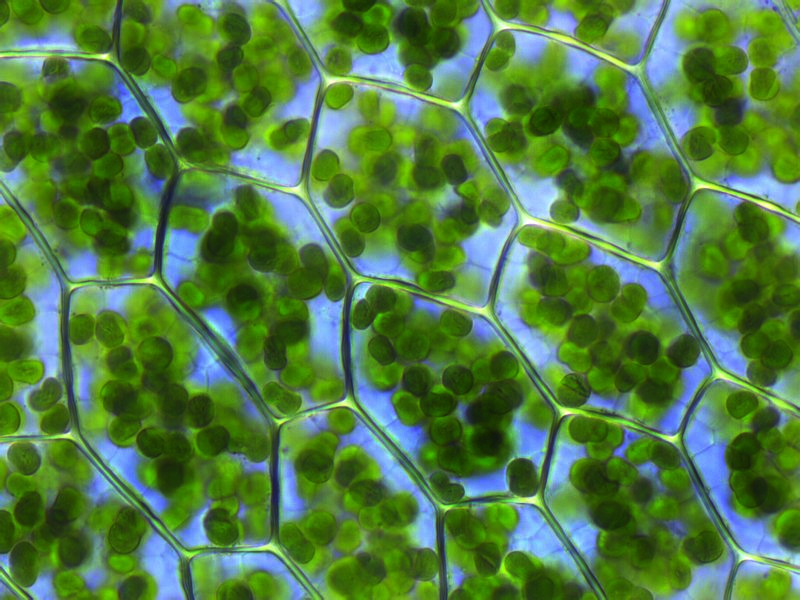
寒地走燈蘚細胞中的葉綠體。

## 扩展阅读
- 維基物種上的相關：寒地走灯藓